# 가좌역
 가좌역(加佐驛, Gajwa station)은 서울특별시 서대문구와 마포구의 경계에 있는 수도권 전철 경의·중앙선의  전철역이다. 이 역부터 효창공원앞역까지 지하 구간이다. 홍제천 하저터널로 홍대입구역과 연결된다.

## 역사

### 이전
- 1930년 12월 1일: 신호장으로 영업개시

- 1963년 11월 10일 : 무배치간이역으로 승격[1]
- 1969년 10월 1일 : 보통역으로 승격[2]
- 1976년 5월 1일 : 구 역사 준공
- 2007년 6월 3일 : 지반 침하 사고
- 2009년 6월 30일 : 통근열차 운행 종료
- 2009년 7월 1일 : 수도권 전철 경의선 개통과 함께 지상역 전철역으로 영업 개시[3]
- 2012년 12월 15일 : 용산선 재개통과 함께 지하역 영업 개시

2009년 복선전철 개통 이후 통근열차의 운행이 중단되었다. 서울역 방면 경의본선 지상 승강장의 경우 지하로 역무 시설이 이설되기 전에는 경의선 전동 열차 전용으로 임시 설치한 고상 홈 승강장과 역사 출입구 간의 거리가 멀고, 열차를 탈 때 철도 건널목을 건너야 하는 구조로 되어 있었다.  가좌역의 역무 시설이 지하로 이설되면서 출구 3개가 설치되었다. 서대문구 남가좌동 구 역사 방향으로 1개, 건너편의 마포구 성산2동 쪽으로 출구가 2개 신설되었다. 그 대신 지상의 구 역사는 개통되고 얼마 후 철거되었으며, 그 자리에는 2014년에 남가좌동 측의 4번 출구가 완공되었다. 따라서 건널목을 거치지 않고 지하를 통하여 용산선 지하 승강장과 경의본선 지상 승강장, 성산2동을 오갈 수 있게 되었다.
서울역으로 향하는 급행열차와 경의선 구간 급행 열차를 제외한 지평행 급행열차는 정차한다.

## 배선도
수색역, 수색차량사업소, 디지털미디어시티역, 가좌역 및 수색객차출발선의 배선도는 다음과 같다. 서울역과 용산역 등에서 운행을 마친 새마을호·무궁화호 열차는 이 역까지 온 뒤 본선 선로 옆에 있는 연결 선로를 이용하여 수색차량사업소로 회송한다. 구 역사 시절 승차용 게이트는 안전을 위하여 30분에서 1시간 간격으로 다니는 전동열차가 올 때만 개방하였다. 이는 수색차량사업소로 향하는 무궁화호와 새마을호 입·출고 열차와 고양차량사업소 및 행신역으로 운행하는 KTX 통과 열차가 많고, 승차할 수 있는 전동열차가 드물게 다니기 때문이다. 용산 방면 용산선 지하 승강장 역시 수도권 전철 경의·중앙선으로 안내되고 있으며, 능곡역과 한국항공대역에서 선로를 바꾼 후 디지털미디어시티역 용산선 선로에서 지하로 진입한다.

## 역 구조
이전 역사는 지상에 있었으나 현재는 역무 체계가 지하로 이전되었고, 승강장은 지상 승강장(경의선), 지하 승강장(용산선)으로 분리되어 있다. 지상에 정차하는 서울역행 전동차의 경우 배차간격이 1시간 간격으로 운행된다. 경의선 승강장은 1면 2선 섬식 승강장이고, 용산선 승강장은 2면 2선 상대식 승강장을 갖추고 있으며, 스크린도어가 설치되어 있다. 홍제천의 지하로 통과해야 하기 때문에 선로가 깊어서 용산선 승강장은 지하 4층에 설치되었다. 용산선 밑에 있는 공항철도 철로도 마찬가지로 위와 같은 이유 때문에 깊은 지하에 나란히 통과한다.

### 승강장
| 지상 승강장 (1F)                       |   |                           |                                                     |  |
| ↑ 신촌 \| １２ \| 디지털미디어시티 ↓   | 1 | ● 수도권 전철 경의·중앙선 | 신촌 · 서울 방면                                    |  |
| ↑ 신촌 \| １２ \| 디지털미디어시티 ↓   | 2 | ● 수도권 전철 경의·중앙선 | 서울역발 디지털미디어시티 · 대곡 · 일산 · 문산 방면 |  |
| 지하 승강장 (B4F)                      |   |                           |                                                     |  |
| ↑ 홍대입구 ３ \| ４ 디지털미디어시티 ↓ | 3 | ● 수도권 전철 경의·중앙선 | 용산 · 청량리 · 덕소 · 용문 · 지평 방면             |  |
| ↑ 홍대입구 ３ \| ４ 디지털미디어시티 ↓ | 4 | ● 수도권 전철 경의·중앙선 | 용문발 대곡 · 일산 · 문산 방면                      |  |

## 역 주변
- 모래내시장
- 홍제천
- 성사중학교
- 가재울뉴타운
- 성산2동
- 울림엔터테인먼트
- MNH엔터테인먼트
- 남가좌동
- 사천교 방면
- 연희104고지(구·성산회관)방면
- 가좌삼거리
- 연남교사거리
- 연남동 방면
- 성산동우체국
- 경성중학교
- 경성고등학교
- 홍익디자인고등학교
- 서울성산유원우편취급국
- 서울중동초등학교
- 성산2동행정복지센터
- 서울성원초등학교
- 시립서대문농아인복지관
- 북가좌동 방면
- 모래내우체국
- 남가좌2동우편취급국
- 남가좌1동행정복지센터
- 서대문종합사회복지관
- 연희동] 방면

## 이용객 변동
2009년 자료는 개통일인 2009년 7월 1일부터 12월 31일까지인 184일 기준으로 환산한 것이다.
| 노선        | 노선 | 일평균 인원수 (명/일) | 일평균 인원수 (명/일) | 일평균 인원수 (명/일) | 일평균 인원수 (명/일) | 일평균 인원수 (명/일) | 일평균 인원수 (명/일) | 일평균 인원수 (명/일) | 일평균 인원수 (명/일) | 일평균 인원수 (명/일) | 일평균 인원수 (명/일) | 각주  |
| 노선        | 노선 | 2009년                | 2010년                | 2011년                | 2012년                | 2013년                | 2014년                | 2015년                | 2016년                | 2017년                | 2018년                | 각주  |
| ----------- | ---- | --------------------- | --------------------- | --------------------- | --------------------- | --------------------- | --------------------- | --------------------- | --------------------- | --------------------- | --------------------- | ----- |
| 경의·중앙선 | 승차 | 378                   | 435                   | 476                   | 544                   | 1,552                 | 1,810                 | 3,092                 | 4,394                 | 4,835                 | 5,135                 | [ 5 ] |
| 경의·중앙선 | 하차 | 370                   | 435                   | 471                   | 537                   | 1,560                 | 1,805                 | 3,014                 | 4,096                 | 4,484                 | 4,743                 | [ 5 ] |
| 경의·중앙선 |      | 2019년                | 2020년                | 2021년                | 2022년                | 2023년                | 2024년                | 2025년                | 2026년                | 2027년                | 2028년                | [ 5 ] |
| 경의·중앙선 | 승차 | 5,444                 | 4,221                 | 4,421                 | 5,050                 | 5,611                 |                       |                       |                       |                       |                       | [ 5 ] |
| 경의·중앙선 | 하차 | 5,030                 | 3,919                 | 4,223                 | 4,846                 | 5,372                 |                       |                       |                       |                       |                       | [ 5 ] |

## 사고

### 선로 지반 침하 사고
2007년 6월 3일 수도권 전철을 위한 공사 중에 선로 노반이 침하되어 붕괴, 열차 운행이 전면 중단되었고 서울역, 용산역 및 수색차량사업소를 오가는 열차 운행에 큰 차질을 빚었다. 당시 신호 체계 통신선이 끊어지는 바람에 KTX를 포함한 모든 열차가 대용폐색(지도권) 신호 체계로 열차 운행을 통제하였다.

### 화물용 객차 추돌 사고
2012년 8월 20일 새벽 공사장에서 용산선 구간 복선 전철화 공사 중 홍대입구역에서 고압 케이블을 싣고 가좌역으로 향하던 화물용 객차가 앞선 객차와 추돌하여 사상 사고가 발생하였다. 이 화물용 객차는 기아 세레스 4륜구동 트럭을 불법 개조한 차량이었다.

## 사진

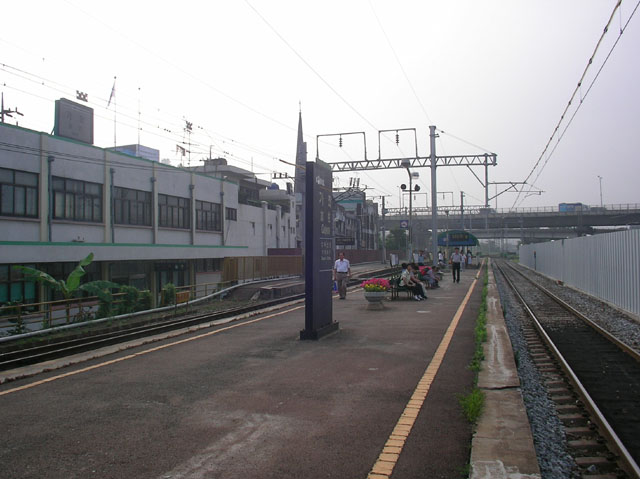
옛 경의선 승강장
옛 경의선 역명판 (다음역이 수색역이다.)
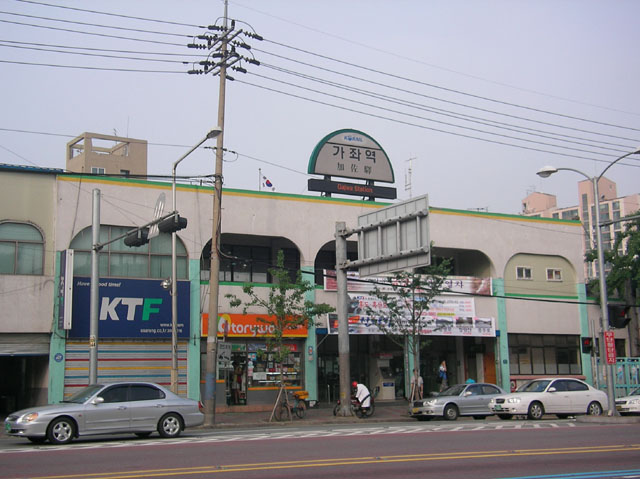
구 역사
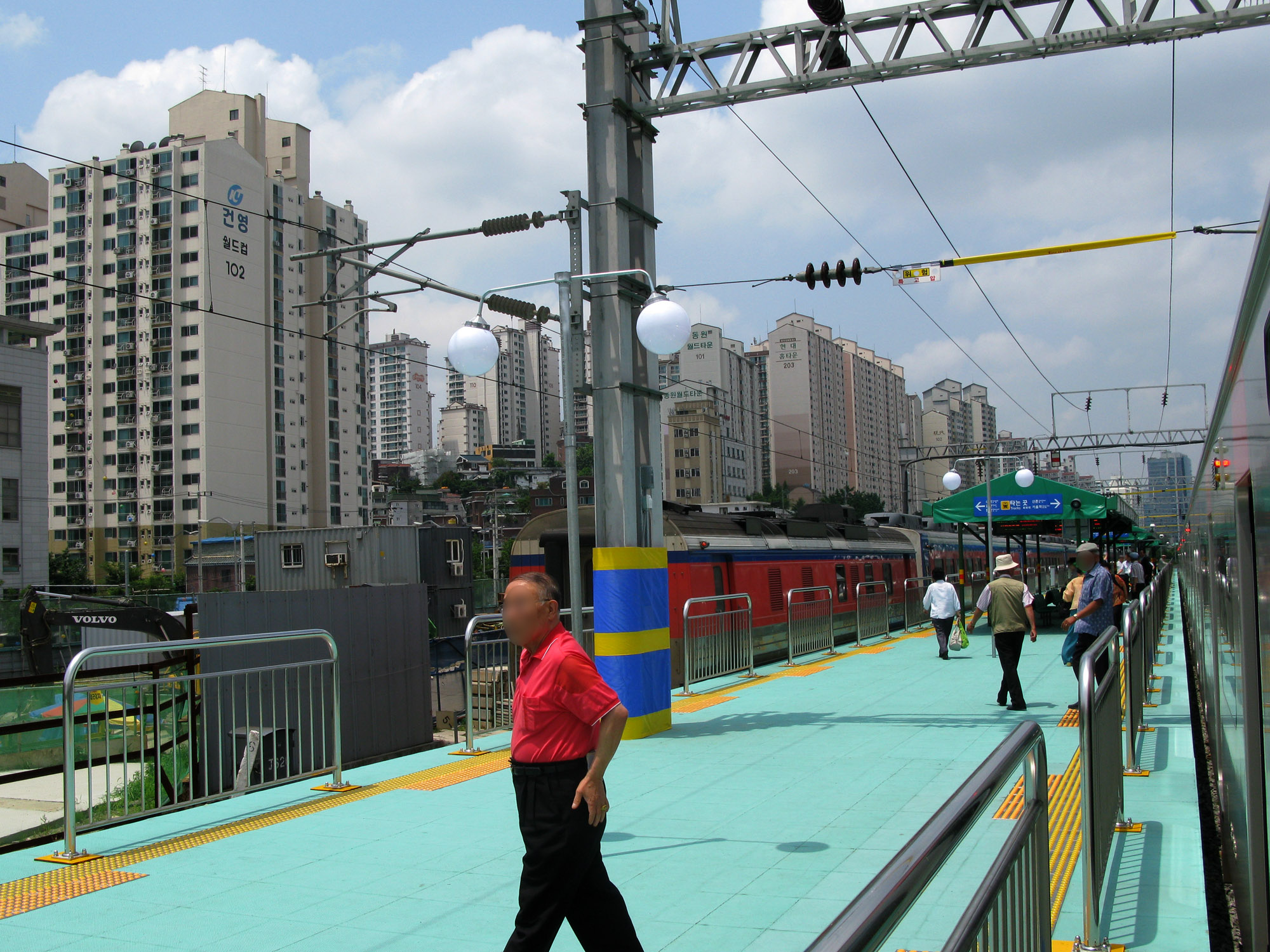
경의선 공덕 연장 개통 전의 임시 승강장
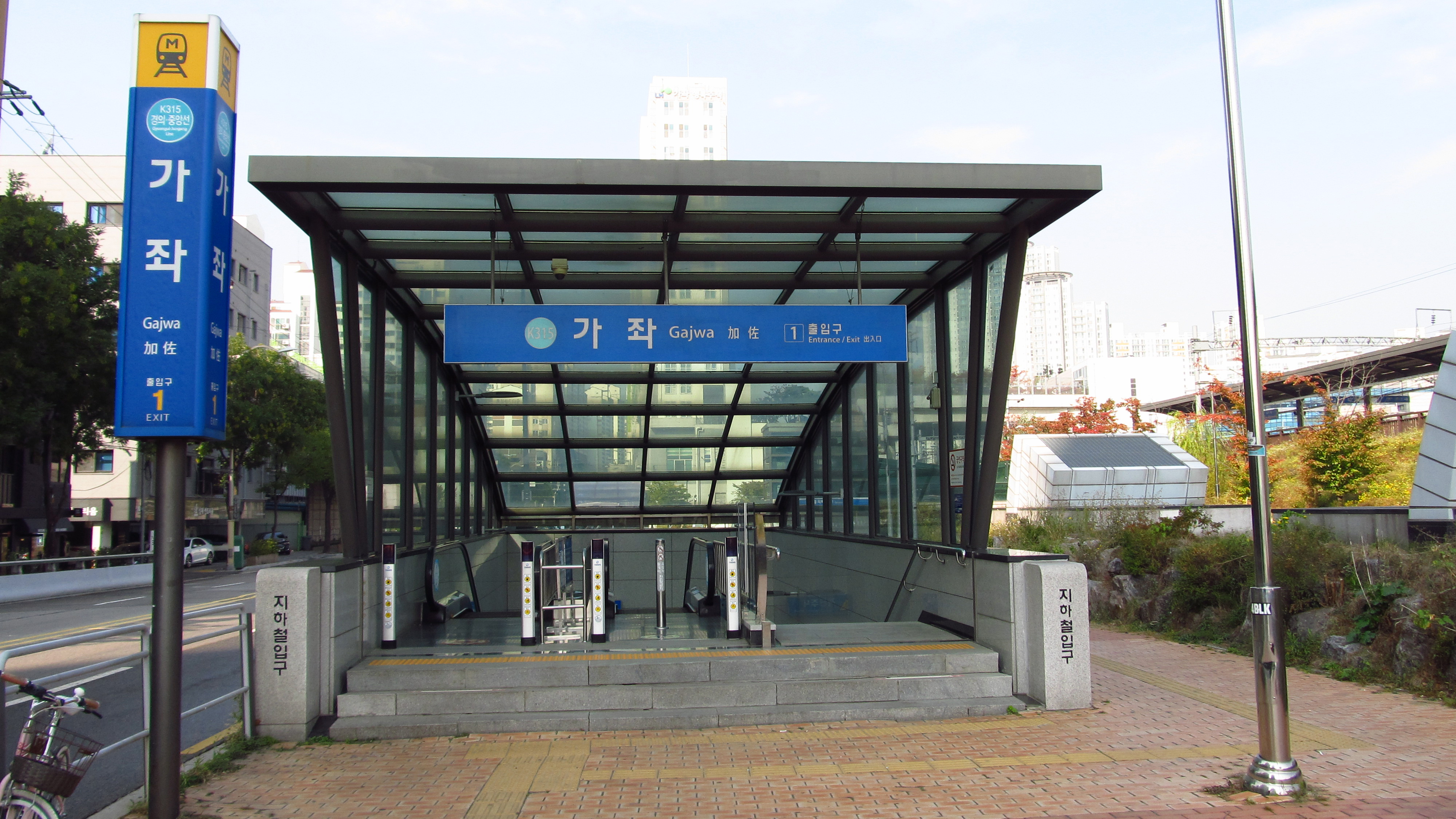
1번 출구(2019년 10월)
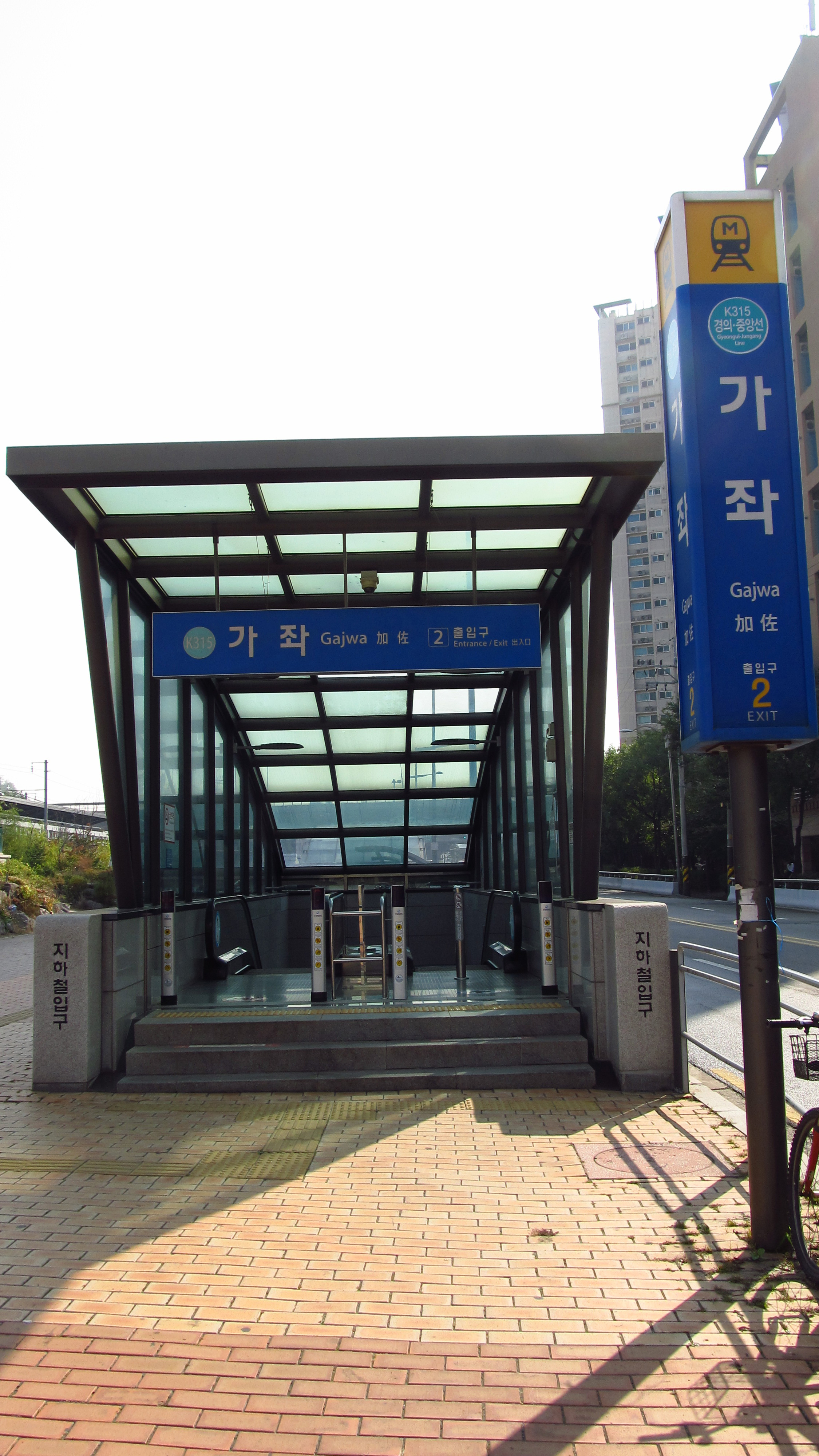
2번 출구(2019년 10월)
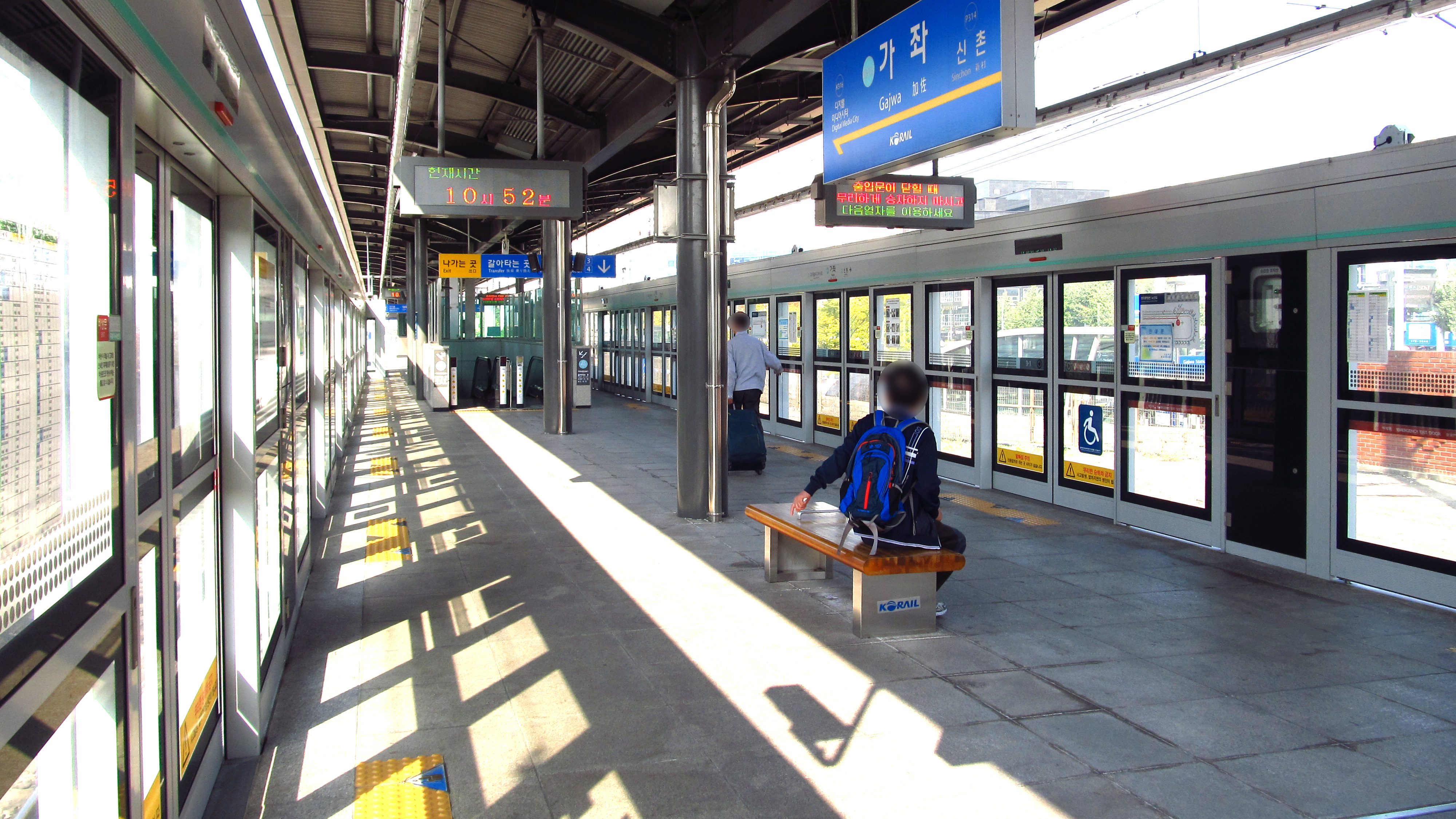
지상 승강장(2019년 10월)
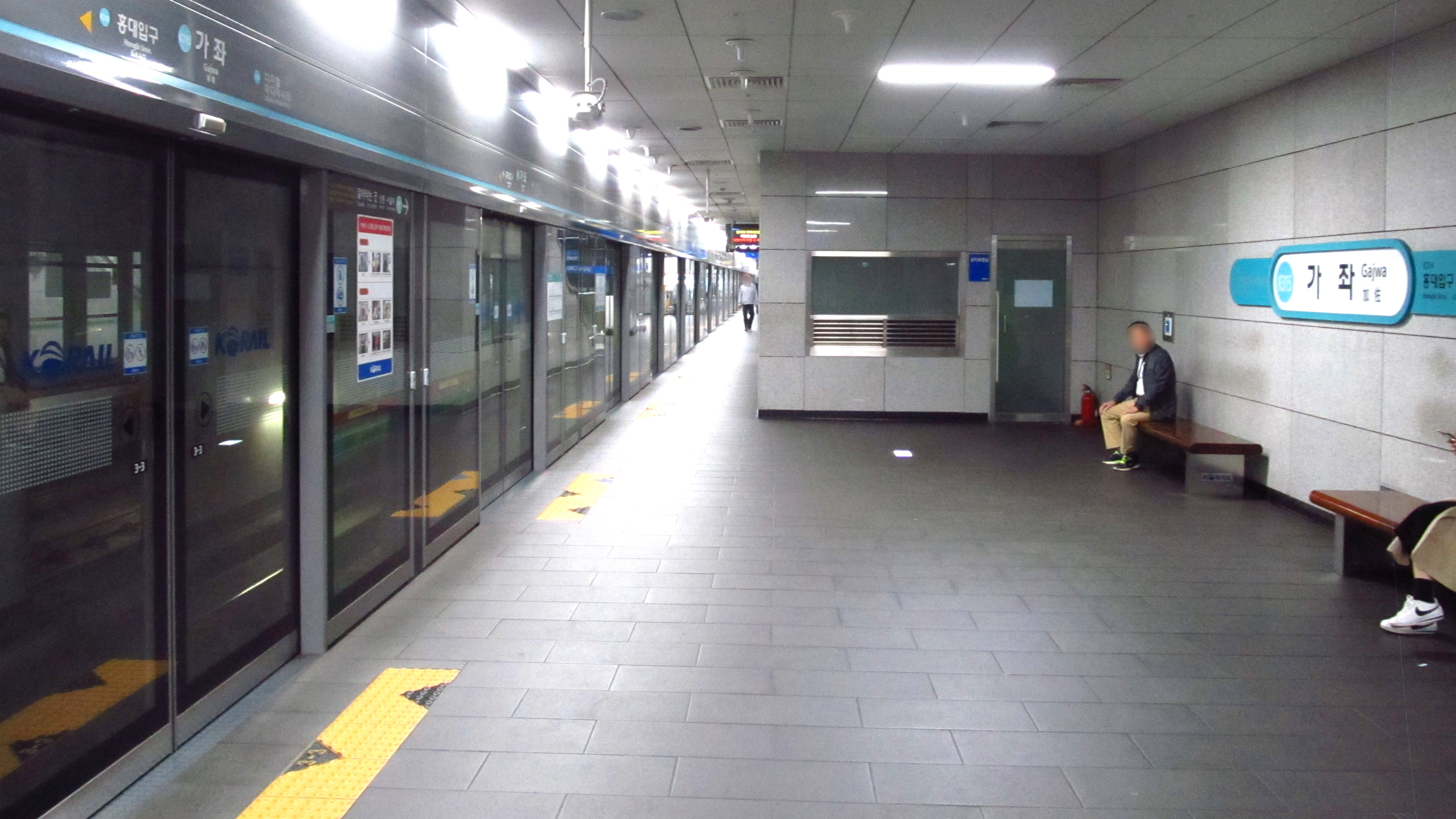
지하 승강장(3번 승강장, 2019년 10월)

## 인접한 역
| 경의선                                    | 경의선                                                      | 경의선                            |
| ----------------------------------------- | ----------------------------------------------------------- | --------------------------------- |
| K316 디지털미디어시티 문산 방면 문산 방면 | ● 수도권 전철 경의·중앙선 경의선 본선 완행 경의선 지선 급행 | P314 신촌 서울 방면 서울 방면     |
| 용산선                                    |                                                             |                                   |
| K316 디지털미디어시티 문산 방면 문산 방면 | ● 수도권 전철 경의·중앙선 완행·급행 중앙선 급행             | K314 홍대입구 지평 방면 용문 방면 |